# شادي كرنيب
شَادِي كَرْنِيب (وُلد في 1 يناير 1975) هو لاعب كرة قدم لبناني سابق لعب في مركز الوسط. مثّل منتخب لبنان في أواخر التسعينيات.

## الحياة الشخصية
اعتزل كرنيب كرة القدم في سن الخامسة والعشرين بعد معاناته من إصابات مزمنة. ثم انتقل إلى أستراليا، حيث يقيم حالياً منذ عام 2019. لديه طفلان، ابن وابنة، وكلاهما يمارس كرة القدم. ابناه، عباس (مواليد 2003) وشيرين (مواليد 2007)، مثّلا لبنان دوليًا على مستوى الفئات العمرية.

## الإنجازات
فردية
- فريق الموسم في الدوري اللبناني الممتاز: 1997–98،[5] 1998–99[6]

## وصلات خارجية
- شادي كرنيب على فرق كرة القدم الوطنية.كوم